# Achtung! Feind hört mit!
Achtung! Feind hört mit! ist ein nationalsozialistischer Propagandafilm von Arthur Maria Rabenalt aus dem Jahre 1940.

## Handlung
Man schreibt das Jahr 1938. Das Interesse ausländischer Spione an den Entwicklungen deutscher Rüstungsbetriebe nimmt zu. Besondere Zielscheibe sind die Kettwig-Werke, deren Chefingenieur Dr. Hellmers eine neuartige Legierung zur Herstellung von Drähten für Ballonsperren erfunden hat. Hellmers und sein Chef, der alte Kettwig, trauen niemandem mehr vollständig, auch nicht Juniorchef Bernd Kettwig und Hellmers Assistentin Inge Neuhaus, die das Geheimnis des Drahtes ebenfalls kennen.
Die Befürchtungen der Werksleitung scheinen sich zu bewahrheiten. Während Inge die Bekanntschaft eines aufregenden Verehrers, des Abenteurers Karl Faerber, macht und mit ihm durch die Straßen der Großstadt zieht, erliegt Bernd dem Charme der verführerischen Lilly, einer Freundin Faerbers und Inhaberin eines Modesalons. Keiner der beiden ahnt, dass Faerber in Wirklichkeit ein Spitzenagent der Briten ist und Lilly seine Agentenkomplizin. Gleichzeitig treten die Feindmächte auch an weitere Werksangehörige heran. Nolte, der Kantinenkellner der Kettwig-Werke, ist wegen Darlehensschulden erpressbar, ebenso der spielsüchtige Zeichner Grelling.
Nach einer Weile wird Nolte infolge seines verdächtigen Verhaltens durch wachsame Arbeiter als ausländischer Agent erkannt. Er kann zunächst flüchten, wird aber später von der französischen Polizei an Deutschland ausgeliefert. Grelling schafft es zwar, heimlich wichtige Dokumente abzufotografieren, gerät aber unter Verdacht, als das Werk wegen des durch Nolte verursachten Agentenalarms streng durchkämmt wird. Grelling versucht noch, die Kamera Inge unterzuschieben, verrät sich aber bei der Nachricht über die Auslieferung Noltes selbst. Inge hat inzwischen ihren vermeintlichen Freund durchschaut, wendet sich von Faerber ab und meldet ihn. Zur selben Zeit erkennt Bernd, dass Lilly ebenfalls eine Agentin ist, und übergibt sie den Behörden.
Faerber gelingt es zunächst, einer Verhaftung zu entgehen und mit dem Sportflugzeug von Bernd zu starten. Doch inzwischen ist eine Ballonsperre aktiviert und eine Staffel Abfangjäger gestartet worden. Faerbers Maschine bleibt in der Ballonsperre hängen und stürzt ab, er kommt dabei ums Leben. Der Film endet mit der Bekanntgabe der Hinrichtung von Grelling und Nolte sowie der Warnung, gegenüber ausländischen Spionageversuchen stets wachsam zu bleiben.

## Produktion und Rezeption
Der Film wurde von der Berliner Terra-Filmkunst GmbH produziert und verliehen. Die deutsche Erstaufführung fand am 3. September 1940 statt.
Im Film flog die damalige Pilotin Beate Uhse als Double für René Deltgen mit einer Bücker Bü 180 Student.
Nach dem Ende des Zweiten Weltkrieges wurde die Aufführung vom Oberkommando der Alliierten unter Verbot gestellt. Heute liegen die Auswertungsrechte bei der Friedrich-Wilhelm-Murnau-Stiftung.

## Auszeichnungen
Die Filmprüfstelle verlieh dem Film das Prädikat staatspolitisch wertvoll.